# Lago Pamvotida
Il lago Pamvotida o lago di Ioannina, in greco Λίμνη Παμβότιδα?, Límni Pamvótida o Λίμνη των Ιωαννίνων, Límni ton Ioannínon, in greco antico: Παμβώτις?, Pambotis, è il lago più grande della regione greca dell'Epiro. È situato nella parte centrale della Giannina. La città di Giannina a ovest e quella di Perama a nord sono i due centri principali che si affacciano sulle sue rive.